# Зграда у Ул. I устанка 2 (Хиландарска 2) у Нишу
Зграда у Ул. I устанка 2 (Хиландарска 2) у Нишу је породична кућа са пространим двориштем која се налази на почетку Хиландарске улице. Грађена је непосредно након Првог светског рата, 1922. године. Припадала је нишком индустријалцу Ставри Цветковићу, који је са оцем Николом и братом Јорданом Рошком, био власник једног од првих парних аутоматских млинова у Нишу.

## Архитектура
Архитектонски је од изузетно велике вредности, тако да јој у потпуности одговара епитет богате градске виле. Више стилова је укључено у њену изградњу, а спољашност краси и сецесијска фасадна декорација. Улазно степениште уводи у двориште куће. Према Хиландарској улици зграда је подељена на два дела. Први део који је мало увученији и нижи поседује два ужа полукружна прозора са стубићима. У трећој додатној ниши смештен је пехар исте величине између прозора. Други део куће, нешто виши и истуренији, има јединствени полукружни отвор у ком се налази велики прозор са три крила. Изнад њега се налазе две фигуре женских глава, а између њих биљна пластика у дубоком рељефу. Испод свих прозорких отвора су редови стубића. Фасадни део крова украшен је са два велика пехара на његовом почетку и крају. Подрум се налази испод куће.

## Споменик културе
Зграда у Ул. I устанка 2 (Хиландарска 2) је регистрована у Непокретна културна добра на територији општине Медијана, града Ниша. 
На основу одлуке Извршног савета Скупштине општине Ниш, 1983. године додаје се на списак Завода за заштиту споменика културе у Нишу и заведена је као непокретно културно добро: споменик културе.